# Wrestle Kingdom 18
Wrestle Kingdom 18 fue la decimoctava edición de Wrestle Kingdom, un evento de lucha libre profesional (o puroresu) promovido por New Japan Pro-Wrestling (NJPW) que se llevó a cabo el 4 de enero de 2024 en la ciudad de Tokio, Japón en el recinto deportivo del Tokyo Dome.

## Producción
Wrestle Kingdom es considerado el evento insignia de New Japan Pro-Wrestling, y que continúa la tradición anual (proveniente desde 1992) de la empresa nipona en efectuar un evento en el Tokyo Dome, el 4 de enero de cada año como una celebración del Año Nuevo.
Debido a su legado, este evento ha sido descrito como un equivalente de WrestleMania en Japón en cuanto a su alcance en la lucha libre profesional.

## Resultados
En paréntesis se indica el tiempo de cada combate:
- Pre-Show: YOH, Great-O-Khan, Toru Yano y Taiji Ishimori ganaron el New Japan Rumble y avanzaron a la final por el Campeonato KOPW 2024 (32:40). 
  - Los otros participantes fueron: Chase Owens, Gabe Kidd, Alex Coughlin, Jeff Cobb, Aaron Henare, Tomohiro Ishii, Mikey Nicholls, Shane Haste, Yujiro Takahashi, Master Wato, Yoshinobu Kanemaru, SHO, Fujita Hayato, Douki, Takashi Iizuka y Taichi.
- Catch 2/2 (Francesco Akira & TJP) derrotaron a Bullet Club War Dogs (Clark Connors & Drilla Moloney) y ganaron el Campeonato en Parejas Peso Pesado Junior de la IWGP (9:38). 
  - TJP cubrió a Moloney después de un «2/2».
- Hiroshi Tanahashi derrotó a Zack Sabre Jr. (con Shane Haste, Mikey Nicholls & Kosey Fujita) y ganó el Campeonato Televisivo de NJPW World (8:53).
  - Tanahashi cubrió a Sabre Jr. con un «Roll-Up».
  - Después de la lucha, Sabre Jr. entregó el campeonato a Tanahashi en señal de respeto.
- Yuya Uemura derrotó a Yota Tsuji (10:57).
  - Uemura cubrió a Tsuji después de un «Deadbolt Suplex».
- House of Torture (Evil & Ren Narita) (con Dick Togo, SHO, Yoshinobu Kanemaru & Yujiro Takahashi) derrotaron a Kaito Kiyomiya y Shota Umino (7:06).
  - Narita cubrió a Umino después de un «Double Cross».
  - Durante la lucha, el resto de House of Torture interfirío a favor de Evil & Narita.
- Tama Tonga derrotó a Shingo Takagi y ganó el Campeonato de Peso Abierto NEVER (13:56).
  - Tonga cubrió a Takagi después de un «DSD».
- Los Campeones en Parejas de Peso Abierto STRONG Guerrillas of Destiny (Hikuleo & El Phantasmo) (con Jado) derrotaron a Bishamon (Hirooki Goto & Yoshi-Hashi) en un Winner Takes All Match y ganaron el Campeonato en Parejas de la IWGP (9:47).
  - Hikuleo cubrió a Goto después de un «Thunder Struck '91».
  - Ambos campeonatos estuvieron en juego.
  - Antes de la lucha, Nick Nemeth & Ryan Nemeth llegaron al ringside para presenciar la lucha.
- El Desperado derrotó a Hiromu Takahashi y ganó el Campeonato Peso Pesado Junior de la IWGP (14:21).
  - El Desperado cubrió a Takahashi después de un «Pinche Loco».
  - Antes de la lucha, El Desperado atacó a Takahashi.
- David Finlay (con Gedo) derrotó a Will Ospreay y Jon Moxley y ganó el Campeonato Global Peso Pesado de la IWGP (22:17).  
  - Finlay cubrió a Ospreay después de un «Into Oblivion».
  - Durante la lucha, Gedo, Gabe Kidd y Alex Coughlin interfirieron a favor de Finlay.
  - Después de la lucha, Finlay encaró y atacó a Nick Nemeth quien se encontraba en ringside.
- Kazuchika Okada derrotó a Bryan Danielson (23:24).
  - Okada cubrió a Danielson después de un «Rainmaker».
  - Después de la lucha, ambos hicieron una reverencia en señal de respeto.
  - Esta lucha fue calificada con 5.25 estrellas por el periodista Dave Meltzer.
- Tetsuya Naito derrotó a SANADA y ganó el Campeonato Mundial Peso Pesado de la IWGP (25:42).
  - Naito cubrió a SANADA después de un «Destino».
  - Después de la lucha, Evil atacó a Naito pero fue detenido por SANADA.